# Ореше
Ореше (мкд. Ореше) насеље је у Северне Македонији, у средишњем државе. Орешје припада општини Чашка.

## Географија
Ореше је смештено у средишњем делу Северне Македоније. Од најближег већег града, Велеса, насеље је удаљено 50 km југозападно.
Насеље Ореше се налази у историјској области Азот. Насеље је смештено изнад долине реке Бабуне. Северно од насеља издиже се планина Јакупица. Надморска висина насеља је приближно 740 метара.
Месна клима је планинска због знатне надморске висине.

## Становништво
Ореше је према последњем попису из 2002. године имало 218 становника.
Претежно становништво у насељу су етнички Македонци (100%).
Већинска вероисповест је православље.